# Carys Dallinger
Pas d'image ? Cliquez ici

a Compétitions nationales et continentales officielles uniquement.

b Matchs officiels uniquement.
Dernière mise à jour le 2 avril 2024.
Carys Dallinger, née le 30 avril 2000 à Rotorua (Nouvelle-Zélande), est une joueuse internationale australienne d'origine néo-zélandaise de rugby à XV évoluant au poste de demi d'ouverture.

## Biographie
Carys Dallinger joue en 2023 dans la franchise des Queensland Reds.
À l'automne 2023, elle participe en Nouvelle-Zélande au WXV sous les couleurs de l'Australie.